# أسومبتا موسانا
أسومبتا ناناغيندا موسانا (بالإنجليزية: Assumpta Nnaggenda-Musana) وهي مهندسة معمارية أوغندية وأكاديمية متخصصة في المستوطنات الحضرية المستدامة والمشروعات السكنية منخفضة الدخل في البلدان النامية. وهي أول امرأة في أوغندا تحصل على درجة الدكتوراه في الهندسة المعمارية في عام 2016.

## تعليمها
ولدت أسومبتا موسانا لأبوين فنانين وهم غريس ناناغيندا والنحات والرسام المعروف في شرق أفريقيا فرانسيس ناناغيندا. قام والديها بتشجيعها في دراسة الهندسة المعمارية. ذهبت موسانا إلى مدرسة ناكاسيرو الابتدائية ثم كلية ترينيتي نابينغو تليها مدرسة ماكيري الثانوية. في هذا الوقت لم تكن هناك دورات في الهندسة المعمارية في الجامعات الأوغندية، لذلك أمضت فترة بين عامي 1989 و 1995 في روسيا وأوكرانيا وذلك للحصول على منحة للدراسة في الاتحاد السوفيتي السابق. كانت موسانا معظم الوقت في الخارج في جامعة ولاية خاركيف للهندسة المدنية والهندسة المعمارية وهناك حصلت ناناغيندا موسانا على درجة الماجستير في الهندسة المعمارية.

## عملها
بعد بضع سنوات من عملها الخاص في منزلها في كمبالا، درست للحصول على درجة الدكتوراه والماجستير في المعهد الملكي للتكنولوجيا (KTH) لكلية الهندسة المعمارية والبيئة المبنية في ستوكهولم، السويد. وشمل ذلك فترات بحث في «المستوطنات غير الرسمية» في أوغندا وكينيا. حصلت على درجة الدكتوراه في التخطيط الحضري والبيئة في عام 2008 مع أطروحة عن مجموعات الإسكان من أجل التكثيف ضمن إستراتيجية الترقية ومنها: قضية كمبالا وأوغندا. وكانت موسانا المرأة الأولى والوحيدة (في عام 2016) في أوغندا التي تحمل درجة الدكتوراه في الهندسة المعمارية.
عملت ناناغيندا موسانا في جامعة ماكيريري وتمت ترقيتها إلى محاضرة بمجرد حصولها على الدكتوراه. وقد تحدثت عن موضوع الإسكان الميسور للفقراء وحثت الحكومة الأوغندية ومجلس مدينة كامبالا، الذي اتهمته بالفساد وعدم الكفاءة، على العمل بشكل أفضل من أجل تجنب الأحياء الفقيرة المترامية الأطراف. وتشير أبحاثها إلى أن الإسكان منخفض التكلفة سيكون حلاً أفضل من المساكن المنفصلة ذات الطابق الواحد للفقراء. كما طالبت بنفقات أقل للبنية التحتية. يمكن أن تكون مقترحاتها جزءًا من «إستراتيجية تمكينية» للمساكن منخفضة التكلفة باستخدام أفكار السكان المحليين ومهاراتهم الحرفية، وفقًا للبروفيسور الفخري ديك أوربان فيستبرو من المعهد الملكي للتكنولوجيا (KTH) كما أنها كانت كبيرة المصممين في فريق الجامعة الذي قام بتطوير مراحيض عامة متنقلة لمراكز المدن، ومجتمعات الأحياء الفقيرة والأماكن الأخرى التي تعاني من سوء الصرف الصحي.
وهي متزوجة من المهندس المعماري دانييل موسانا ولديهم ابن واحد.
شاركت موسانا في العديد من المجالس واللجان وهي مستشارة لهيئة التخطيط القومي كما شاركت في خطة التنمية الوطنية.

## وصلات خارجية
- Nnagenda-Musana's papers and presentations